# Cocaine Bear (Bär)

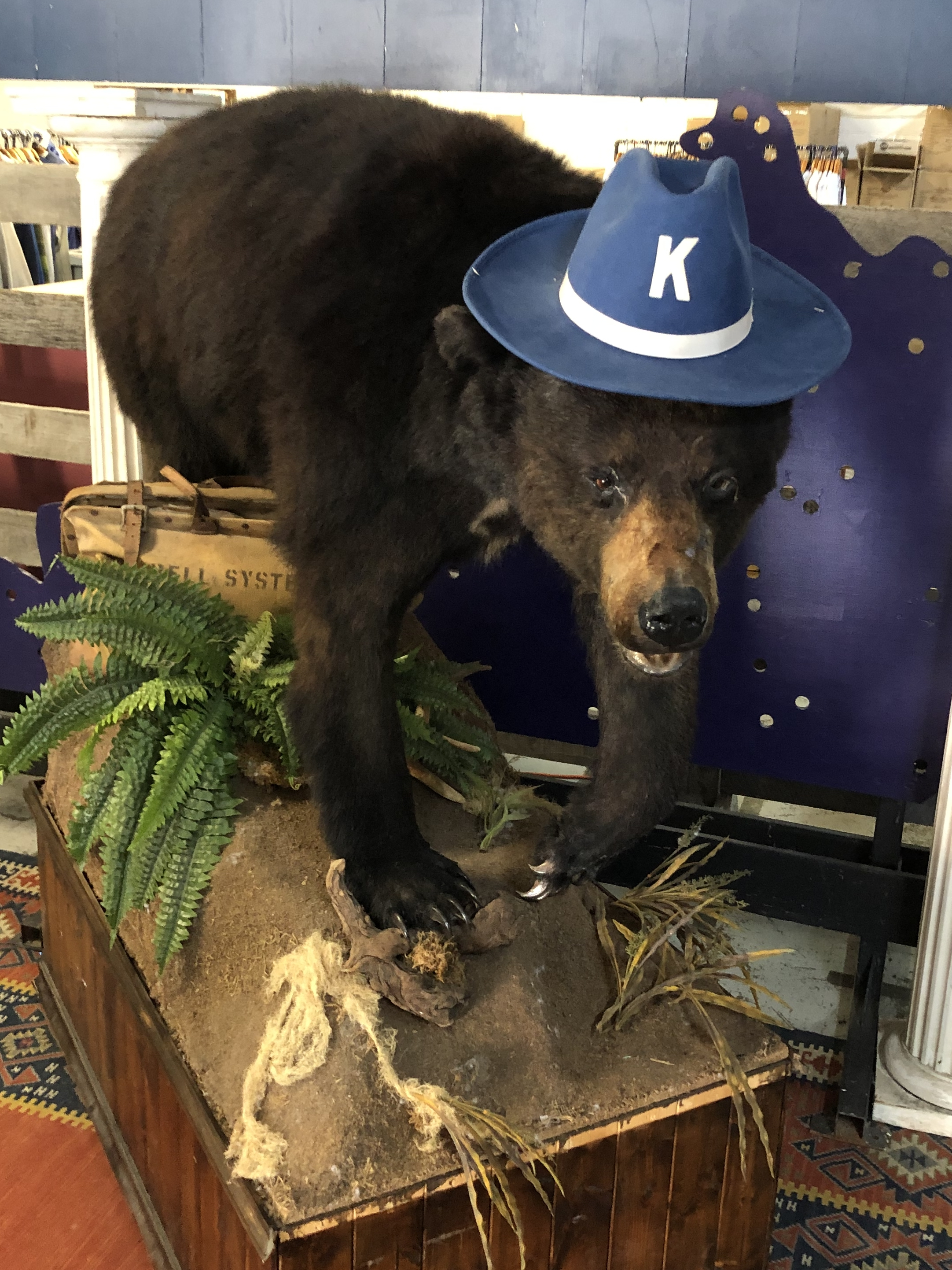
Cocaine Bear als ausgestopftes Ausstellungsstück

Cocaine Bear, auch Pablo Eskobear (teilweise als Escobear geschrieben) oder Cokey the Bear genannt, war ein weiblicher Amerikanischer Schwarzbär, der 1985 an einer Überdosis von Kokain verendete. Das Kokain stammte aus einem Abwurf aus einem Flugzeug von Drogenschmugglern über der Wildnis von Tennessee. Das tote Tier wurde im nördlichen Georgia gefunden, der ausgestopfte Körper wird in einem Einkaufszentrum in Kentucky ausgestellt.
Die Horrorkomödie Cocaine Bear aus dem Jahr 2023 beruht lose auf dieser Begebenheit; ebenso wurde ein Dokumentarfilm unter dem Titel Cocaine Bear: The True Story produziert.

## Geschichte
Am 11. September 1985 unternahmen zwei Männer einen Kokainschmuggelversuch. Nach der Abgabe einer Lieferung nach Blairsville (Georgia) brachen das ehemalige Mitglied des Drogendezernats der Polizei von Lexington namens Andrew C. Thornton II und sein Komplize Bill Leonard in einer von den beiden Männern gesteuerten Cessna 404 Titan auf und warfen 40 Plastikbehälter, gefüllt mit Kokain, über der Wildnis ab, bevor sie über Knoxville in Tennessee aus dem Flugzeug absprangen. Thornton kam ums Leben, weil sein Fallschirm nicht öffnete. Das FBI nimmt an, dass die beiden Männer das Flugzeug aufgaben, weil es durch das Gewicht der Männer und des Kokains überladen war.
Am 23. Dezember meldete das Georgia Bureau of Investigation den Totfund einer 175 Pfund schweren Schwarzbärin, die eine größere Menge an Kokain aus den abgeworfenen Behältern gefressen und eine Überdosis aufgenommen hatte. Die Behälter enthielten jeweils etwa 75 Pfund (34 kg) Kokain mit einem Straßenverkaufswert von 20 Mio. US-$ (inflationskorrigiert für 2024: 58,5 Mio. $). Als Behördenvertreter den Schauplatz untersuchten, waren alle Behälter aufgerissen und ihr Inhalt verstreut.
Der oberste Gerichtsmediziner des Bundesstaates Georgia, Dr. Kenneth Alonso, sagte aus, dass der Magen der Bärin „buchstäblich randvoll mit Kokain gefüllt war“ (“literally packed to the brim with cocaine”), dennoch vermutete er, dass sie zum Zeitpunkt ihres Todes nur 3 bis 4 Gramm in ihren Kreislauf aufgenommen hatte.
Dr. Alonso wollte den Tierkörper nicht entsorgen, weshalb er die Bärin ausstopfen ließ und dem Chattahoochee River National Recreation Area (einem der Erholung gewidmeten Schutzgebiet) schenkte. Der Bär verschwand jedoch und tauchte in einer Pfandleihe wieder auf. Letztlich endete das Präparat im Einkaufszentrum „Kentucky for Kentucky Fun Mall“ in Lexington, wo es noch heute ausgestellt ist. Eine andere Darstellung besagt, das Ausstellungsstück sei nicht die Kokain-Bärin, deren Körper stark verwest war, sondern ein anderer Bärenkörper. Das Einkaufszentrum widerspricht dem.
Die Besitzer des Bären erklären, aufgrund einer Gesetzeslücke in den Ehegesetzen von Kentucky könne Cocaine Bear legal Menschen verheiraten. Diese Behauptung ist aber nur teilweise zutreffend. Die Bärin ist nicht befugt, Eheschließungen vorzunehmen, doch kann der Bundesstaat Kentucky keine Ehen annullieren, die vor nicht qualifizierten Personen geschlossen wurden, wenn die beteiligten Parteien davon überzeugt sind, dass die die Ehe bestätigende Person dazu befugt ist. Daher kommt der Glaube, dass Ehen vor Cocaine Bear bindend geschlossen werden können.

## Verfilmung
Universal Pictures kündigte am 9. März 2021 an, dass ein Film mit dem Titel Cocaine Bear unter der Regie von Elizabeth Banks entstehen solle. Der komödiantische Horrorfilm basiert nur sehr lose auf dem echten Fall, zumal die Geschehnisse zwischen der Aufnahme des Kokains und dem Bärentod unbekannt sind. Entgegen der filmischen Darstellung griff die echte Bärin keine Menschen an. Der Film kam am 24. Februar in die US-amerikanischen und am 13. April 2023 in die deutschen Kinos. Zusammen mit der US-Veröffentlichung brachte der Streaminganbieter Peacock eine Dokumentation unter dem Titel Cocaine Bear: The True Story heraus.